# Hetlevik (Askøy)
Hetlevik este o localitate din comuna Askøy, provincia Hordaland, Norvegia.